# Landon Promontory
Die Landon Promontory ist ein ausladendes, kuppelförmiges und vereistes Vorgebirge an der Küste des ostantarktischen Mac-Robertson-Lands. Es liegt 8 km südlich der Foley Promontory auf der Westseite des Amery-Schelfeises.
Kartiert wurde das Vorgebirge anhand von Luftaufnahmen der Australian National Antarctic Research Expeditions aus dem Jahr 1936. Besucht wurde es 1962 von einer vom australischen Geodäten David Robert Carstens (* 1934) geführten Mannschaft derselben Forschungsreihe. Das Antarctic Names Committee of Australia (ANCA) benannte es nach Ian Hamilton Landon-Smith (* 1937), Glaziologe auf der Mawson-Station im Jahr 1962 und Mitglied dieser Mannschaft.